# ПНИУИ
ОАО «ПНИУИ» (Подмосковный научно-исследовательский и проектно-конструкторский институт) — советская и российская научно-техническая организация, одно из ведущих научных предприятий города Новомосковска.
Генеральный директор — Вячеслав Алексеевич Потапенко, почётный гражданин города Новомосковска.

## Деятельность
Основными видами деятельности общества, согласно уставу, являются:

- разработка технологии и создание средств комплексной механизации и автоматизации очистных и подготовительных работ для добычи полезных ископаемых подземным способом;
- разработка и внедрение способов и средств осушения месторождений полезных ископаемых, очистки промышленных стоков, использования подземных вод для хозяйственного водоснабжения,
- создание средств механизации транспортных и вспомогательных работ на горнодобывающих предприятиях при строительстве подземных сооружений,
- разработка геофизических методов и средств прогнозирования горно-гидрогеологических условий отработки месторождений полезных ископаемых,
- разработка технических линий и оборудования для переработки полезных ископаемых,
- разработка электропривода и средств автоматизации горных машин и механизмов.

По состоянию на 2010 год, направления деятельности ОАО «ПНИУИ»:

- Ведение экологического мониторинга на закрытых шахтах Подмосковного угольного бассейна.
- Разработка технологии осушения и разработки новых угольных месторождений Подмосковного угольного бассейна.
- Сдача в аренду недвижимого имущества.

## История
Расширение топливно-энергетической базы в центре СССР, строительство шахт в 1930-х годах, а также необходимость комплексного использования минеральных ресурсов Подмосковного региона требовали проведения широкого круга научных исследований. Для этих целей в 1936 году в Туле был образован Подмосковный научно-исследовательский угольный институт как филиал Всесоюзного угольного института (ВУГИ). В 1937 году получил статус самостоятельного научно-исследовательского угольного института (ПНИУИ).
В 1954 году преобразован в отделы головных институтов: осушения — ВУГИ и обогащения — ВНИИуглеобогащения.
В 1957 году ПНИУИ был реорганизован в Подмосковный научно-исследовательский и проектно-конструкторский угольный институт, став организацией, которая включала как научные, так и конструкторские подразделения. В период становления института, основными задачами его деятельности были исследования и поиск путей рентабельной угледобычи на шахтах Подмосковного угольного бассейна.
В 1960-е годы впервые в угольной промышленности СССР институт сконструировал технические средства, объединяемые в единый механизированный комплекс с непрерывным и интенсивным потоком добычи угля, вёлся поиск методов совершенствования подготовительных и осушительных работ, открытого способа добычи угля, его переработки и обогащения. В 1961 году на базе центральных электромеханических мастерских комбината «Тулауголь» в г. Северо-Задонске было организовано опытное производство ПНИУИ, которое впоследствии стало предприятием «Северо-Задонский экспериментальный завод». На заводе были изготовлены и проходили первую проверку опытные образцы большинства машин, созданных в институте.
В 1970-е годы ПНИУИ стал головным институтом в системе угольной промышленности СССР, работающим над проблематикой вредного влияния подземных вод на производство горных работ. В 1972 году за достижение наивысших результатов во Всесоюзном социалистическом соревновании Постановлением ЦК КПСС, Президиума Верховного Совета СССР, Совета Министров СССР и ВЦСПС № 850 от 13 декабря 1972 г. коллектив института награждён Юбилейным Почётным Знаком.
В 1980-е годы тематика научно-исследовательских и проектно-конструкторских работ ПНИУИ была направлена на решение задач технического перевооружения угольной промышленности. Ученые и конструкторы ПНИУИ создали передовые образцы горной техники, которая производилась на многих заводах угольного машиностроения — на Узловском, Горловском, Каменском, Карагандинском машиностроительных заводах и других, и была внедрена на шахтах Подмосковного, Кузнецкого, Донецкого и Печорского угольных бассейнов.
В 1993 году Северо-Задонский экспериментальный завод выделился из ПНИУИ в самостоятельное предприятие.
С 1994 года институт реорганизован в акционерное общество (АО «ПНИУИ», ОАО «ПНИУИ»). С 1995 года ПНИУИ является членом международного объединения «Тоннельная Ассоциация».
В связи с закрытием шахт в Подмосковном угольном бассейне ОАО «ПНИУИ» разработало проект экологического мониторинга на шахтах Мосбасса и концепцию использования подземных вод на угольных месторождениях для хозяйственно-питьевого водоснабжения населения Тульской области. Также проводились опытно-экспериментальные работы по совершенствованию оборудования водозаборов и котельных города Новомосковска. В целях улучшения качества питьевой воды была разработана и апробирована технология обезжелезивания подземных вод.
В 1990-2000-е годы институт переживал упадок, сопровождавшийся сокращениями заказов и персонала. Если по состоянию на 1999 год в ОАО «ПНИУИ» ещё работало 147 сотрудников, то в 2009 году — только 34. Оборот компании в 2009 году составил 23,5 млн руб., из которых 95 % (22,4 млн руб.) пришлось на доход от сдачи в аренду свободных площадей. При этом научно-исследовательские и опытно-конструкторские работы были выполнены только по двум хозяйственным договорам, и ещё один госконтракт выполнен на средства федерального бюджета.
В 2009 году ОАО «Объединённые машиностроительные технологии» (ОМТ, г. Киселёвск, Кемеровская область) приобрело исключительные права на все патенты, полезные модели и конструкторскую документацию, созданную ОАО «ПНИУИ».

## Продукция
Основное горно-шахтное оборудование производства ПНИУИ, а также разработанные методики и технологии по годам:
| Годы   | Оборудование | Методики и технологии |
| ------ | --- | --- |
| 1960-е | - очистные механизированные комплексы Щ-57, Щ-58К, МК, 2МКЭ, 1МК, 1МКМ, очистные комбайны ВМ-1К, КШ-1, КШ-2, КШ1К, 1КМ; - технологическая линия для изготовления железобетонных верхняков и стоек ТЛВС; - автоматизированная линия AЛ3 для изготовления железобетонных затяжек; | - высокопроизводительные технологии добычи угля на шахтах № 39/40 («Прогресс») и «Северная»; - методическое руководство по осушению шахт Подмосковного бассейна; - специальные способы проведения и крепления подготовительных выработок в сложных гидрогеологических условиях. |
| 1970-е | - очистные механизированные комплексы 3МК, УМК, МК75, 1УКП, 2УКП, очистные комбайны КШ3М, 2КШ3, КШ75; - проходческий комплекс «Прогресс»; - электроразведочные станции УЭРС, УМЭРС; - универсальная машина «Штрек 1»; - бурошнековый агрегат АБШ2; - аппаратура автоматизации погружных насосов «Луч-1»; - замораживающие установки ППЗУ, АПЗУ; - крепи охраны сопряжений типа КОС; - металлические штрековые крепи ТИК, КАТ, АИК; - установка типа «Электроосмос» для чистки шахтных вагонеток; - станок буровой ударно-вращательный СБК; | - технология выемки угля с повторным использованием выработок, технология проведения выработок с опережающим или одновременным выполнением работ по осушению, технологические схемы перехода сбоек механизированными комплексами, технология подземного замораживания пород; - технологические схемы водозащиты горных выработок; - методика подземной сейсморазведки и способы прогнозирования прорывоопасных зон. |
| 1980-е | - очистные механизированные комплексы МК75Б, УКП5, 1МК85Б, очистные агрегаты АФГ, АГК, очистные комбайны К10, 1КШЭ, 1РКУП20; - универсальная машина «Штрек-5»; - бесцепные системы подачи 3БСП, 2УКПК; - вакуумная шламовая установка 2УВШ; - комплекс поддержания выработок КПВ; - крепи усиления штреков КШУ, КШУА, КШУК для сохранения выработок к повторному использованию; - конвейер ленточный телескопический с грузовым составом типа ЛТС; - самоходный проходческий состав СПС; - комплект средств вакуумирования КСВ;            | - технология совмещенной выемки угля; - технология безотходного изготовления металлических штрековых крепей; - способ интенсификации водоотдачи карбонатных пород с использованием энергии пороховых газов; - методические основы прогнозирования горно-геологических условий залегания угольных пластов с применением ПЭВМ; - технология подземной газификации угольных пластов и др.                              |
| 1990-е | - очистные механизированные комплексы КМК700/800, КМК500, КМП, 1МКБ, КБП, 2КМКЛ, агрегат АПК; - очистные комбайны 1КШЭУ, КСП, К10ПМ, К88; - специальные механизированные крепи сопряжения для короткозабойных технологий ДКС, КСК, КСМ, шахтный самоходный вагон на пнев- моходу 1ВСШ15; - проходческий комплекс КПП; - подземные манипуляторы МПР, МПП, МТК; - станки буровые дренажные СБД3М, СБД5; - агрегат для извлечения обсадных труб АИТ.                                                                                          | - технология длиннокамерной системы разработки - принципиальные технологические схемы камерно-столбовой выемки угля - способ исследования экологической обстановки методами геофизики и биолокации. |
| 2000-е | - станция плавного регулируемого пуска (СРП) для приводов ленточных и скребковых конвейеров в ОАО «Гуковуголь» (2006). | - проект экологического мониторинга на шахтах Мосбасса - концепция использования подземных вод на угольных месторождениях для хозяйственно-питьевого водоснабжения населения Тульской области; - опытно-экспериментальные работы по совершенствованию оборудования водозаборов и котельных города Новомосковска; - технология обезжелезивания подземных вод.                                                        |

Созданные в ПНИУИ оборудование и технологии применялись на шахтах СССР, стран СНГ, Болгарии, Венгрии, Румынии, Польши и других государств. Кроме того, они нашли своё применение в метро- и тоннелестроительных организациях, прежде всего Мосметростроя и Ленметростроя.

## Показатели деятельности
| Показатель                                                                                      | 1997  | 1998  | 1999 (1-е полугодие) | 2005                   | 2006                   | 2007                 | 2008                 | 2009               |
| ----------------------------------------------------------------------------------------------- | ----- | ----- | -------------------- | ---------------------- | ---------------------- | -------------------- | -------------------- | ------------------ |
| Оборот, млн руб. * в том числе доход от научно-исследовательских и опытно-конструкторских работ | 6,435 | 6,322 | 3,369                | 17,83 (11,35 или 64 %) | 22,65 (12,83 или 57 %) | 25,46 (9,07 или 36%) | 25,08 (6,2 или 25 %) | 23,5 (1,1 или 5 %) |
| Чистая прибыль, млн.руб.                                                                        | 0,224 | 0,438 | 0,409                | 3,117                  | 4,672                  | 5,058                | 7,174                | 8,442              |
| Сотрудники, чел. * из них занятых в производстве                                                | (175) | (144) | 147 (142)            | 92                     | 86                     | 70                   | 41                   | 34                 |

## Сотрудники
В 1960—1970 годах за создание механизированных комплексов, разработку и внедрение рекомендаций по концентрации горных работ и сейсмического метода прогнозирования зон нарушенности и обводнённости угольных пластов ряд сотрудников был удостоен премий:
- лауреат Ленинской премии, доктор технических наук, профессор Л. А. Зиглин
- лауреаты Государственной премии СССР:
  - доктор технических наук, профессор, академик АГН И. С. Крашкин
  - кандидат технических наук, почётный академик АГН С. Д. Качармин
  - инженер М. А. Фаткин;
- лауреаты премии Ленинского комсомола:
  - доктор геолого-минералогических наук Н. Я. Азаров — заведующий лабораторией, заведующий отделом в 1976—1984 годах (ныне премьер-министр Украины)[13]
  - кандидат технических наук В. К. Поляков
  - кандидат геолого-минералогических наук Н. Н. Киселёв
  - кандидат технических наук инженер А. В. Анциферов

В 1998 году за создание, организацию производства и внедрение механизированных комплексов типа КМК700 и КМК500 для высокопроизводительной выёмки угля из пластов мощностью 1,3-3 м на шахтах Кузнецкого, Печорского и Донецкого бассейнов группе специалистов, в числе которых сотрудники института кандидат технических наук Е. А. Волков, инженеры В. П. Голуб и С. В. Николаев, доктор технических наук, профессор, академик АГН В. А. Потапенко, присуждена премия Правительства России в области науки и техники.
По состоянию на 2000 год, в институте защищены авторскими свидетельствами и патентами 687 изобретений, из них более 170 внедрены в производство. Сотрудники института
- кандидаты технических наук Б. И. Грицаюк (1989[14]), Ю. П. Дубовский и А. И. Куракин, инженер М. С. Алексеев (1986[15]) удостоены звания «Заслуженный изобретатель РСФСР»,
- кандидаты технических наук П. Д. Романов и B. C. Момчилов — звания «Заслуженный шахтёр РФ»
- доктор технических наук В. А. Потапенко — звания «Заслуженный деятель науки и техники РФ»
- инженер С. В. Николаев — звания «Заслуженный конструктор РФ»[7].

Сотрудниками института защищены 6 докторских и более 90 кандидатских диссертаций.
По состоянию на 2009 год в институте остались работать только 34 сотрудника, из которых один доктор наук (генеральный директор В. А. Потапенко), один кандидат наук, а также 8 руководителей и специалистов.